# Jacques Errera
Jacques Errera (25 de setembro de 1906 — 30 de março de 1977) foi um físico-químico belga.
Foi especialista da constituição molecular da matéria. Trabalhou na Universidade Livre de Bruxelas. Recebeu o Prêmio Francqui em 1938.
Participou da 6ª e 7ª Conferência de Solvay.